# بسی کلمن
بِسی کُلمَن (انگلیسی: Bessie Coleman؛ ۱۸۹۲ ژانویه ۲۶–۳۰ آوریل ۱۹۲۶–۳۴ سال) یک خلبان غیرنظامی اهل آمریکا بود. وی نخستین زن آمریکایی با تبار آفریقایی و از تبار بومیان آمریکا بود که به دریافت گواهینامه خلبانی نائل شد. او همچنین اولین فرد آمریکایی آفریقایی‌تبار و تبار بومیان آمریکا است که گواهینامه خلبانی بین‌المللی را دریافت کرد.

## زندگی
بسی در تاریخ ۲۶ ژانویه ۱۸۹۲ در آتلانتا، تگزاس متولد شد. او فرزند دهم از سیزده فرزند مساقات جورج کلمن بود که از یک طرف به قبیله چروکی یا چاکتاو از سرخ‌پوستان آمریکا تعلق داشت و از طرف دیگر آفریقایی-آمریکایی بود. مادر او سوزان نیز آفریقایی-آمریکایی بود.
بسی از ۶ سالگی وارد مدرسه شد. او هر روز ۴ کیلومتر پیاده‌روی می‌کرد تا در تنها کلاس مدرسه مخصوص سیاه پوستان شرکت کند. اگر فراموشکاری و جا گذاشتن وسایل را در نظر نگیریم، بسی دانش آموز خوبی بود. او به ادبیات و ریاضیات علاقه شدیدی داشت و در هر دو درس شاگردی نمونه بود.
در سال ۱۹۰۱، زندگی او با مشکلی روبرو شد. پدر وی جورج کلمن تصمیم گرفت برای یافتن فرصت‌های بهتر شغلی به اوکلاهما سفر کند و خانواده خود را برای همیشه ترک کرد.
بسی در ۱۸ سالگی همه پس‌انداز خود را برداشت کرد تا در دانشکده کشاورزی اوکلاهما تحصیل کند اما پس از یک ترم، پول وی تمام شد و مجبور شد تا به خانه بازگردد. او به خوبی می‌دانست که در شهر کوچکی مثل آتلانتا، آینده‌ای ندارد برای همین همراه با دو برادرش راهی شیکاگو، ایلینوی شدند تا کاری پیدا کنند.
در سال ۱۹۱۵، در سن ۲۳ سالگی راهی ایلینوی شد و به همراه برادرانش مشغول زندگی و کار در یک آرایشگاه شد. در آنجا کلمن خلبان‌های آمریکایی را می‌دید که از میدان‌های نبرد جنگ جهانی اول به خانه برمی‌گشتند و خاطراتی از پروازهای خود بازگو می‌کردند. بسی کم‌کم به پرواز علاقه‌مند شد و در رویاهایش، خود را خلبان می‌دید و برای آنکه سریعتر به خلبانی برسد به کار دوم در یک رستوران پرداخت تا پول بیشتری جمع کند. برادرانش برای تحریک بسی و اذیت کردن وی همواره می‌گفتند که زنان فرانسوی از زنان آفریقایی-آمریکایی بهترند چرا که زنان فرانسوی توانسته‌اند خلبان‌های خوبی شوند.

پرتره بسی کلمن

اما بسی نمی‌توانست در هیچ‌یک از دانشکده‌های خلبانی آمریکا تحصیل کند چرا که یک سیاه‌پوست بود؛ در این هنگام بسی با پیشنهاد جدیدی روبرو شد. یک بورس تحصیلی از سوی رابرت ابوت ناشر و صاحب امتیاز روزنامه شیکاگو دیفندر دریافت کرد. بسی با کمک وی و یک بانکدار به نام جسی بینگا، به ادامه تحصیل پرداخت و در ازای آن فعالیت‌های تبلیغاتی برای روزنامه انجام می‌داد.
بسی کلمن در مدرسه بلیتز شیکاگو به تحصیل زبان فرانسه پرداخت و در سال ۱۹۲۰ راهی پاریس شد. در آنجا به دنبال آروزی دیرینه خود رفت و توانست پرواز کردن را با هواپیمای «نئوپورت ۸۲» بیاموزد. در ۱۵ ژوئن ۱۹۲۱، بسی کلمن توانست نخستین زن دورگه سیاه‌پوست و سرخ‌پوست باشد که موفق به دریافت گواهینامه خلبانی بین‌المللی از فدراسیون بین‌المللی هوانوردی (FAI) شود. کلمن برای درس گرفتن از خلبانان جنگنده‌های فرانسوی دو ماه دیگر نیز در نزدیکی پاریس تمرین کرد و در سپتامبر ۱۹۲۱ به نیویورک بازگشت. بازگشت او به ایالات متحده با استقبال رسانه‌ها روبرو شد.

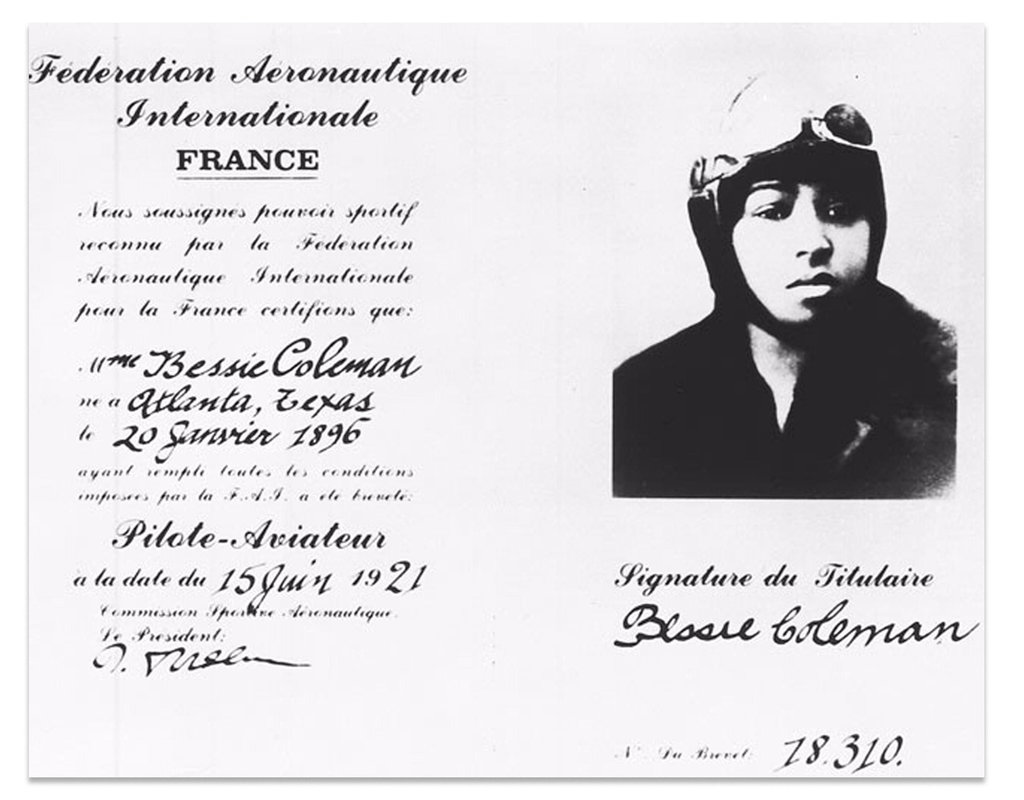
گواهینامه خلبانی کلمن

بسی کلمن به خوبی دریافته بود که برای پرواز کردن و باقی ماندن در زمره خلبانان غیرنظامی باید به دنبال پروازهای نمایشی و شیرینکاری‌های پروازی باشد اما برای این کار باید مهارت بیشتری کسب می‌کرد. پس به شیکاگو رفت ولی باز هم نتوانست مربی پیدا کند و به ناچار دوباره راهی اروپا شد.
بسی دو ماه صرف آموزش حرفه‌ای پرواز کرد و سپس راهی هلند شد تا آنتونی فوکر را ملاقات کند. از آنجا به آلمان رفت و نزد یکی از استاد خلبان‌های ارشد آکادمی فوکر به آموختن فنون پرواز پرداخت. سپس با اعتماد به نفس فراوان به آمریکا بازگشت تا زندگی حرفهٔ خود را آغاز کند.
در ۲۱ سپتامبر هنگامی که به آمریکا بازگشت سوژه رسانه‌ها شد، ملکه بسی (Queen Bessie) نامی مشهور در سرتاسر آمریکا شده بود و سیاه پوستان و سفید پوستان او را دوست داشتند. در در آغاز با هواپیمای Curtiss JN-4 و هواپیماهای دو باله پرواز می‌کرد.
در ۲۲ فوریه ۱۹۲۲ نخستین سانحه جدی برای بسی اتفاق افتاد و موتور هواپیمای وی در مقابل باد واماند و استال کرد. پا و چند دنده او شکست و بدنش به شدت کوفته شد. در ۳ سپتامبر ۱۹۲۲ بسی کلمن نخستین نمایش رسمی خود در آمریکا را در مراسم بزرگداشت پیروزی لشکر پیاده ۳۶۹ سیاه پوستان انجام داد. پروازی که اسپانسر اصلی آن دوست قدیمی او ابوت و روزنامه شیکاگو بود که کلمن را به عنوان «بزرگ‌ترین زن در حال پرواز در جهان» مطرح کرد.
اما هیچ‌یک از این موفقیت‌ها، آروزی دیرینه بسی نمی‌شد. آرزوی ایجاد مدرسه خلبانی برای زنان سیاه‌پوست. اگرچه بسی کلمن آنقدر زنده نماند تا آروزی خود را جامه عمل بپوشاند اما یک خلبان سیاه‌پوست دیگر به نام ویلیلم جی پاول در ۱۹۲۹ مدرسه‌ای به نام او ساخت.

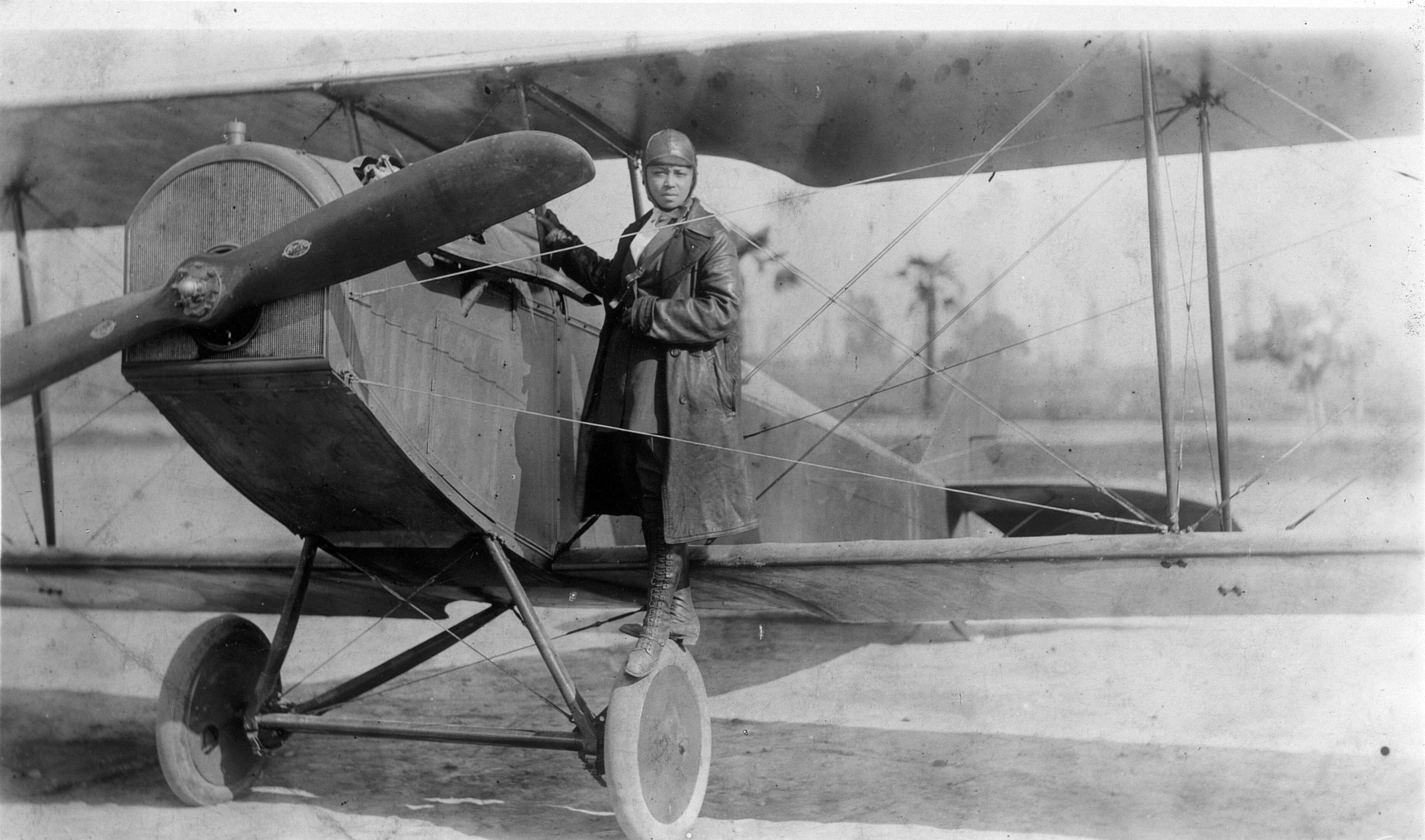
بسی کلمن حدود ۱۹۲۲

## درگذشت
بسی کلمن در ۳۰ آوریل سال ۱۹۲۶ در جکسون‌ویل، فلوریدا در یک سانحه هوایی کشته شد. او پروازی تمرینی با هواپیمای کورتیس خود انجام دهد. مکانیک و مدیر برنامه‌های او ویلیام ویلز ۲۴ ساله بود که او را در این پرواز همراهی می‌کرد. بسی برای بررسی عملیات چتربازی فردا نیاز به تماشا و چک کردن فضای اطراف داشت و به همین دلیل کمربند ایمنی خود را نبست.
تنها ۱۰ دقیقه پس از پرواز هواپیمای بسی به صورت غیرقابل کنترلی شریجه زد و بسی کلمن از ارتفاع ۲۰۰۰ فوتی (۶۱۰ متر) به بیرون پرت شد و پس از برخورد به زمین درگذشت. ویلیام ویلز نیز نتوانست هواپیما را کنترل کند و به همراه آن به زمین‌خورد و بر اثر آتش گرفتن هواپیما سوخت.
بعدها مشخص شد یک دستمال که برای تمیز کردن موتور استفاده می‌شده در داخل موتور باقی‌مانده و بین گیربکس هواپیما افتاده و باعث این سانحه شده بود. کلمن در آن هنگام فقط ۳۴ سال داشت.